# الأنماط الثنائية المحلية
الأنماط الثنائية المحلية (بالإنجليزية (Local binary patterns (LBP) هي خوارزمية في مجال معالجة الصورلاستخلاص خاصية النسيج (Texture) من الصور واستخدامها في تصنيف الصور وتجزئتها. اُقترحت هذه الخوارزمية لأول مرة في عام 1994 من قبل عالمي الحاسب الآلي أويالا وبيتنكاينن. ومنذ ذلك الحين تطورت هذه الخوارزمية لتشمل استخراج خاصية النسيج من الصورة ثلاثية الآبعاد ومن مقاطع الفيديو، واستخدمت في التعرف على الوجوه   والتعرف على الأمراض في الصور الطبية .

## الخوارزمية
يتم حساب الأنماط الثنائية المحلية في أبسط صورها لصورة النسيج على النحو التالي :
- يتم أولاً اختيار نظام المجاورة وعدد النقاط المجاورة (على سبيل المثال 3X3 وعدد 8 نقاط مجاورة للنقطة المركزية).
- يتم مقارنة كل نقطة من النقاط المجاورة (الثماني نقاط) بالنقطة المركزية، فإذا كانت النقطة المركزية أكبر فيتم تخزين القيمة «0» في متجه، غير ذلك يتم تخزين القيم «1».
- يتنتج في الأخير متجه لكل بيكسل في الصورة يتكون من ثماني عناصر ثنائية يتم تحويلها لرقم عشري، وبذلك يكون لكل بيكسل في الصورة رقم عشري.
- يتم بعد ذلك إنشاء مدرج تكراري لجميع القيم العشرية في الصورة يستخدم كوصف لنسيج الصورة.

ثلاثة أمثلة مختلفة لنظام المجاورة للنقطة المركزية تستخدم لتعريف النسيج وحساب الأنماط النثنائية المحلية